# Hladěnka hajní
Hladěnka hajní (Anthocoris nemorum) je druh ploštice z čeledi hladěnkovitých.
Velikost této ploštice je 3,5–4,5 mm. Tělo je nahoře zploštělé a podlouhle vejčité. Tykadla jsou segmentovaná do čtyř článků, které jsou všechny stejně silné. Má na předním okraji límečkovitě zaškrcený a dopředu značně zúžený štít, jenž je dvakrát širší než dlouhý. Štítek je přibližně stejně dlouhý jako štít, na konci je mírně vtisklý. Polokrovky jsou dlouhé, celé lesklé, korium je rovnoběžné, kuneus oddělen neúplně, klavus je vzadu rozšířen. Na membráně má čtyři žilky. Nohy jsou krátké, chodidla tříčlenná, délka třetího článku je stejná jako prvních dvou dohromady.
Hladěnka hajní se rozmnožuje na podzim, samička klade vajíčka na spodní stranu okrajů čepele listů. Je dravá, živí se drobným hmyzem, vajíčky hmyzu a sviluškami, z toho důvodu je všestranně užitečná. Vyskytuje se od nížin do hor.